# Bergkalanderlerche

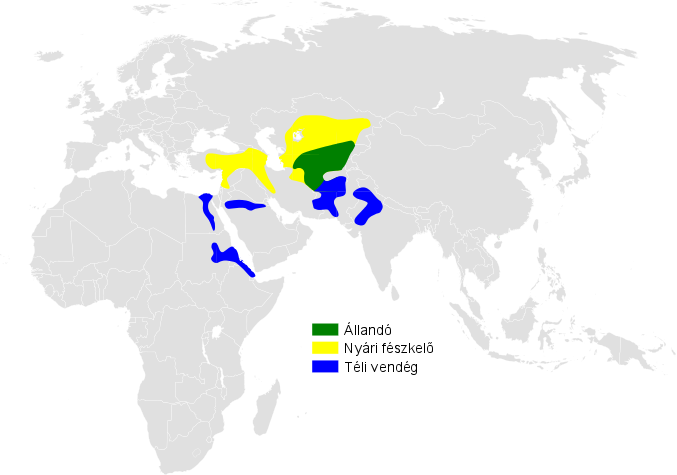
Verbreitungsgebiet der Bergkalanderlerche
Brutgebiete
Ganzjähriges Vorkommen
Überwinterungsgebiete

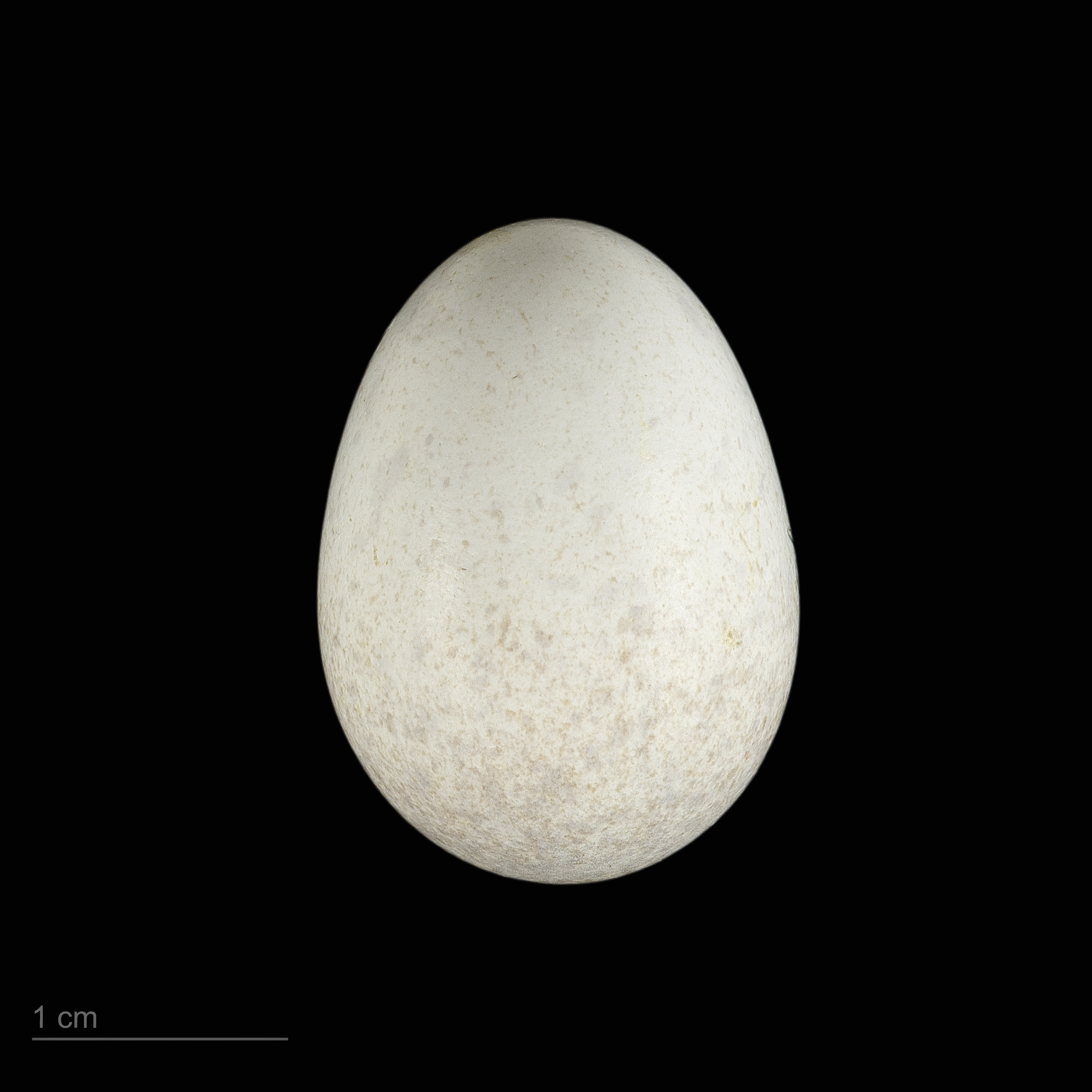
Melanocorypha bimaculata

Die Bergkalanderlerche (Melanocorypha bimaculata) ist ein Singvogel aus der Familie der Lerchen. Es werden drei gering differenzierte Unterarten unterschieden. 

## Merkmale
Sie ist eine große und robust wirkende Lerche, die eine Größe von 16 bis 18 Zentimetern erreicht. Sie wiegt zwischen 47 und 62 Gramm. Die Flügelspannweite beträgt zwischen 33 und 41 Zentimeter.

## Vorkommen
Sie brütet in den warmen gemäßigten Ländern von Zentralanatolien, Israel und Syrien bis Iran und Teile Mittelasiens bis in den Westen Chinas. Anders als die Kalanderlerche bevorzugt sie bergigere Regionen und Hochlagen.
Sie überwintert hauptsächlich in Nordostafrika, im Nahen Osten bis nach Indien und ist außerhalb der Brutzeit ein sehr geselliger Vogel.
Dieser Vogel lebt in steinigen Halbwüsten und größeren Höhen.

## Ernährung
Die Nahrung besteht aus Samen und Insekten, letztere besonders während der Brutzeit.

## Brutbiologie
Die Bergkalenderlerche ist Bodenbrüterin. Ihr Nest beinhaltet drei bis vier Eier.

## Belege

### Einzelbelege
1. ↑   Bauer et al., S. 125